# Ellen (Fernsehserie)
Ellen ist eine US-amerikanische Sitcom, die von 1994 bis 1998 von ABC ausgestrahlt wurde.

## Entwicklung
Die Serie startete zunächst unter dem Namen These Friends of Mine als Kurzserie mit 13 Folgen, war jedoch so beliebt, dass sie im Herbst 1994 unter dem neuen Titel einen festen Sendeplatz erhielt und in vier weiteren Staffeln mit je 24 Folgen fortgesetzt wurde. Die erste Staffel konzentrierte sich vorwiegend auf die Freizeitaktivitäten der Buchhändlerin Ellen Morgan und ihrer Freunde, in den folgenden Staffeln aber wurden vermehrt die Vorgänge in ihrem Buchladen mit einbezogen.

## Figuren
- Ellen Morgan

Ellen Inez Morgan ist die zentrale Figur der Serie, sie ist Anfang 30 und stammt aus New Orleans. Sie ist als Verkäuferin im Buchladen „Buy The Book“ in Los Angeles angestellt. Während der zweiten Staffel wird sie Eigentümerin des Ladens, muss ihn aber in der vierten Staffel aus finanziellen Gründen an eine Ladenkette verkaufen und bleibt bis zur fünften Staffel als Geschäftsführerin tätig. Sie lebt zunächst mit Adam Green, später mit ihrem Cousin Spence in einer WG zusammen. In der vierten Staffel kauft sie sich ein eigenes Haus, das sie vom Verkauf des Buchladens finanziert.
Durch ihre tollpatschige Art und ihr Bedürfnis, von jedem geliebt zu werden, schafft Ellen es immer wieder, sich selbst und ihre Freunde in peinliche Situationen zu bringen. Ellen neigt zum Schwafeln und zum unkontrollierten Drauflosplappern, wenn sie nervös oder verlegen ist, was meist zu weiteren peinlichen Situationen führt. Sie geht regelmäßig zu Psychotherapeuten, mit denen sie über ihre Probleme und Sorgen spricht.
Ellen hat in den ersten drei Staffeln zwar einige Beziehungen zu Männern, die aber alle nur kurzlebig sind. Nach ihrem Outing lernt sie in der fünften Staffel Laurie Manning kennen, mit der sie bis zum Serienende zusammenbleibt.
- Adam Green

Den Fotografen Adam kennt Ellen schon seit dem College. Adam ist in Liebesdingen nicht viel erfolgreicher als Ellen. Beruflich muss er sich mit wenig lukrativen Aufträgen für Babyfotos begnügen, bis er zu Beginn der dritten Staffel seinen Durchbruch erlebt und nach England zieht; damit verschwindet seine Figur aus der Serie.
- Paige Clark

Paige wird in der zweiten Staffel als Ellens Freundin eingeführt und ist von da an die wichtigste Nebenfigur. Die beiden gingen zusammen zur Schule, wobei die wilde Paige die zaghafte Ellen immer wieder in unangenehme Situationen verwickelte (woran Ellens Mutter bei jeder sich bietenden Gelegenheit vorwurfsvoll erinnert). Paige ist zu Beginn Sekretärin in einer Produktionsfirma und steigt in der dritten Staffel zur Produzentin auf. Obwohl sie sich von da an einen deutlich luxuriöseren Lebensstil als die anderen leisten kann, wird ihre Freundschaft zu Ellen nicht beeinträchtigt. Paige hat zahlreiche Beziehungen zu Männern, die meist nur oberflächlich sind. Am Ende der dritten Staffel will sie den Polizisten Matt heiraten, geht aber eine Affäre mit Spence ein, mit dem sie trotz einiger Trennungen bis zum Ende der Serie zusammenbleibt.
- Spence Kovak

Ellens Cousin Spence taucht in der dritten Staffel auf und zieht bei Ellen ein. Spence war Assistenzarzt an einem Krankenhaus, hatte diesen Job aber wegen seines jähzornigen Charakters verloren. Danach beginnt er ein Jurastudium, welches er aber ebenfalls aufgibt. In der vierten Staffel setzt er seine Tätigkeit als Mediziner fort. Er ist ein Frauenheld und hat einige Beziehungen und One-Night-Stands, bevor er eine Beziehung mit Paige eingeht.
- Lois Morgan

Ellens Mutter gehört zu den Frauen, die ihre erwachsenen Kinder nur schwer loslassen können. Sie macht sich ständig Sorgen, dass Ellen keinen passenden Mann finden könnte, und drängt sie, aktiver zu suchen. Das Coming-out ihrer Tochter kann sie zunächst nur schwer ertragen, reagiert aber dann erstaunlich gelassen darauf. Sie wirkt naiv und hat teilweise verrückte Ansichten und Ideen. Während der vierten Staffel trennt sie sich von ihrem Mann Harold, sie kommen aber später wieder zusammen.
- Harold Morgan

Ellens Vater ist Patentanwalt und wird in der Serie pensioniert. Er verbringt seinen Ruhestand damit, günstige Sonderangebote ausfindig zu machen. Er wirkt wie seine Frau Lois naiv und hat ebenso verrückte Ansichten und Ideen. Er hat zunächst starke Probleme mit dem Coming-out seiner Tochter und macht sich Vorwürfe, dass er ein schlechter Vater sei. Nach einem klärenden Gespräch mit Ellen zeigt er Verständnis und ist letztendlich stolz auf sie.
- Audrey Penney

Audrey und Ellen kellnerten als Studentinnen zusammen im gleichen Lokal – seitdem ist es Ellen nicht gelungen, Audrey wieder abzuschütteln, obwohl diese sie mit ihrer immer munteren Art auf die Nerven geht. In der dritten Staffel gelingt es Audrey sogar, in Ellens Buchladen angestellt zu werden. Obwohl dies nur eine zeitlich befristete Aushilfstätigkeit sein sollte, bringt Ellen es nicht übers Herz, Audrey wieder zu entlassen. Audreys Eltern sind sehr wohlhabend, aber sie möchte lieber auf eigenen Beinen stehen. Sie hat im Verlauf der Serie einige Beziehungen, darunter auch zu Adam.
- Joe Farrell

Joe ist Kanadier und betreibt ein Café, das in der Mitte der ersten Staffel in den Buchladen eingegliedert wird. Obwohl Ellen von Anfang an seine Vorgesetzte ist, gelingt es ihr nie, sich ihm gegenüber durchzusetzen. Joe wirkt äußerlich eher bieder, weiß aber immer über die angesagtesten Trends Bescheid und kennt die wichtigsten Leute.
- Peter Barnes

Peter tritt ebenfalls zum ersten Mal in der zweiten Staffel auf, spielt aber erst ab der dritten Staffel eine größere Rolle. Er studiert Jura und engagiert sich in zahlreichen Wohltätigkeitsprojekten. Anders als Ellen steht er von Anfang an offen zu seiner Homosexualität und fungiert als ihr moralischer Kompass.
- Laurie Manning

Laurie ist Hypothekenmaklerin und in der fünften Staffel Ellens Freundin. Sie hat eine zwölfjährige Tochter, Holly. Im Gegensatz zu Ellen ist sie eher ruhig und ihr Leben verläuft sehr organisiert.
- Anita

Ellens Freundin Anita ist Verkäuferin in einem Warenhaus. Sie ist selbstbewusst und führt ein wesentlich aktiveres Liebesleben als Ellen und die anderen. In der Mitte der ersten Staffel verschwindet Anita aus der Serie, ohne dass dies erklärt wird.
- Holly

Die schüchterne Holly ist eine Schulfreundin von Ellen. Ihre seltenen Versuche, mit Männern anzubandeln, enden regelmäßig in Katastrophen. Auch diese Figur wird nach der ersten Staffel kommentarlos aufgegeben.

## Synchronisation
| Schauspieler          | Serienrolle    | Synchronsprecher                                                                    |
| --------------------- | -------------- | ----------------------------------------------------------------------------------- |
| Ellen DeGeneres       | Ellen Morgan   | Claudia Lehmann                                                                     |
| Arye Gross            | Adam Green     | Stefan Krause                                                                       |
| Joely Fisher          | Paige Clark    | Ranja Bonalana                                                                      |
| Jeremy Piven          | Spence Kovak   | Uwe Büschken                                                                        |
| Alice Hirson          | Louis Morgan   | Renate Danz                                                                         |
| Steven Gilborn        | Harold Morgan  | Friedrich W. Bauschulte                                                             |
| Clea Lewis            | Audrey Penney  | Katharina Gräfe                                                                     |
| David Anthony Higgins | Joe Farrell    | Tobias Meister (1. Stimme) Andreas Fröhlich (2. Stimme) Oliver Rohrbeck (3. Stimme) |
| Patrick Bristow       | Peter Barnes   | Santiago Ziesmer                                                                    |
| Lisa Darr             | Laurie Manning |                                                                                     |
| Maggie Wheeler        | Anita Warrell  | Judith Brandt                                                                       |
| Holly Fulger          | Holly Jamison  | Dorette Hugo                                                                        |

## Vorspann
In den ersten beiden Staffeln hat die Serie einen neutralen Vorspann, der die Hauptfiguren in verschiedenen Bildern in der Natur zeigt. Ellen kündigt zu Beginn der dritten Staffel einen neuen Vorspann an, der aber zu diesem Zeitpunkt noch nicht fertiggestellt ist. Dies wird zu einem Running Gag, denn bis zum Ende dieser Staffel wird die Premiere des Vorspanns immer wieder auf die nächste Folge verschoben. 
Ab dieser Staffel ist der Titelsong So Called Friend von der schottischen Band Texas. Ab der vierten Staffel tragen entweder bekannte Musiker (u. a. ZZ Top und Queen Latifah) entsprechend ihrer Stilrichtung den Titelsong vor, oder es treten andere bekannte amerikanische Künstler zusammen mit Ellen auf.

## Die Coming-out-Folge
Originaltitel dieser Folge ist The Puppy Episode (deutscher Titel: Das Outing); diese wurde als Doppelfolge am Ende der vierten Staffel ausgestrahlt. Nachdem die Darstellerin Ellen DeGeneres 1997 ihr öffentliches Coming-out hatte, outete sich ebenso ihre Serienfigur Ellen Morgan. Bereits während der gesamten Staffel kündigte sich dieses Ereignis an. Beispiele hierfür: Spence sagte zu ihr „Sei einfach die, die du immer sein wolltest: Melissa Etheridge, k.d. lang, die Indigo Girls ...“ Alles lesbische Künstlerinnen. Auch sagte Audrey zu ihr: „Lass uns versprechen, dass nie wieder ein Mann zwischen uns steht!“, worauf Ellen antwortet: „Ich kann dir versichern, dass das nicht passieren wird.“ 

### Inhalt
Die Folge beginnt damit, dass Ellen sich mit ihrem College-Freund Richard treffen will. Bereits im Vorfeld des Treffens rufen ihre Freunde Ellen eindeutige Sätze zu: u. a. „Ellen, komm' endlich raus!“ oder „Hör endlich auf dich zu verstecken!“. Während des Essens mit Richard lernt sie seine Chefin Susan kennen, sie verstehen sich von Anfang an sehr gut. Später verabschieden sie sich, und Ellen geht mit Richard in dessen Hotelzimmer. Während eines Annäherungsversuch Richards flüchtet Ellen, sie begegnet zufällig Susan, und sie gehen zusammen in deren nahegelegenes Zimmer. Im Verlauf des Gesprächs outet sich Susan als Lesbe und sagt, sie habe angenommen, dass Ellen ebenfalls lesbisch sei, worauf Ellen völlig perplex das Hotel verlässt. 
Gegenüber ihren Freunden behauptet Ellen, dass sie mit Richard geschlafen habe, merkt aber, dass sie etwas für Susan empfindet. Darüber spricht sie zunächst mit ihrer Therapeutin (gespielt von Oprah Winfrey) und eilt dann zum Flughafen, da sie glaubt, Susan würde zusammen mit Richard abreisen, und outet sich ihr gegenüber. Erst danach hat sie den Mut, sich ihren Freunden zu öffnen, diese reagieren überwiegend positiv auf das Outing.

### Öffentliches Aufsehen
Diese Folge erregte in den US-Medien großes Aufsehen und war zu diesem Zeitpunkt die Episode mit den höchsten Einschaltquoten überhaupt auf ABC. Ellen war nach der 1981 bis 1983 produzierten Comedy-Show Love, Sidney mit Tony Randall die zweite US-Serie mit einer homosexuellen und die erste mit lesbischer Hauptfigur. Nach dem Coming-out rückte der Fokus der Serie immer mehr auf Ellens Homosexualität und wurde zunehmend ernsthafter. Gleichzeitig sanken die Einschaltquoten, und so wurde die Serie 1998 abgesetzt.

## Gastauftritte
Neben vielen bekannten Künstlern, die im Vorspann auftreten, traten weitere Künstler auch in der Serie auf.
| - David Crosby - Jeff Dunham - Melissa Etheridge - Carrie Fisher - Eddie Fisher - Jorja Fox - Woody Harrelson - Anne Heche - k.d. lang - Demi Moore - Mary Tyler Moore | - Ron Palillo - Dedee Pfeiffer - Sean Penn - Bonnie Raitt - Anne Rice - Jenny Shimizu - Martha Stewart - Emma Thompson - Billy Bob Thornton - Oprah Winfrey - Trisha Yearwood - Laura Dern |

## DVD-Veröffentlichung
Die Staffeln 1 bis 5 sind bisher nur in englischsprachiger Fassung auf DVD erschienen.